# ボッタヌーコ
ボッタヌーコ（伊: Bottanuco  ( 音声ファイル)）は、イタリア共和国ロンバルディア州ベルガモ県にある、人口約5,000人の基礎自治体（コムーネ）。

## 地理

### 位置・広がり

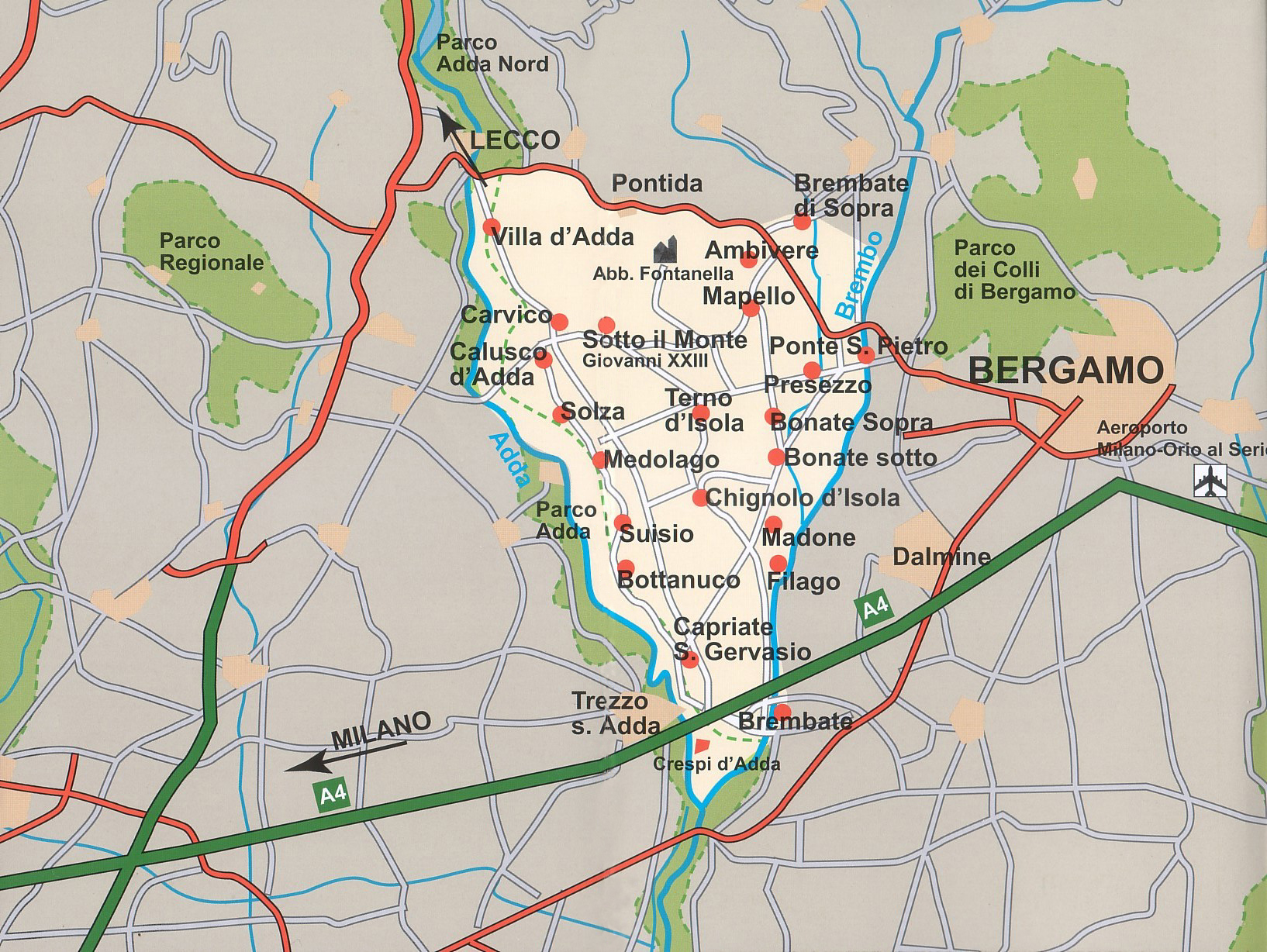
イーゾラ・ベルガマスカ地方

ベルガモ県西部、イーゾラ・ベルガマスカ地方のコムーネ。県都ベルガモから西南西へ14km、州都ミラノから北東へ32kmの距離にある。

#### 隣接コムーネ
隣接するコムーネは以下の通り。括弧内のMIはミラノ県所属を示す。
| - カプリアーテ・サン・ジェルヴァージオ - キニョーロ・ディーゾラ - コルナーテ・ダッダ (MI) - フィラーゴ - マドーネ - スイージオ - トレッツォ・スッラッダ (MI) |

### 地勢・地形
- 河川：アッダ川

### 地震分類
イタリアの地震リスク階級 (it) では、3 に分類される
。